# Narodowy rezerwat historyczno-architektoniczny Kamieniec

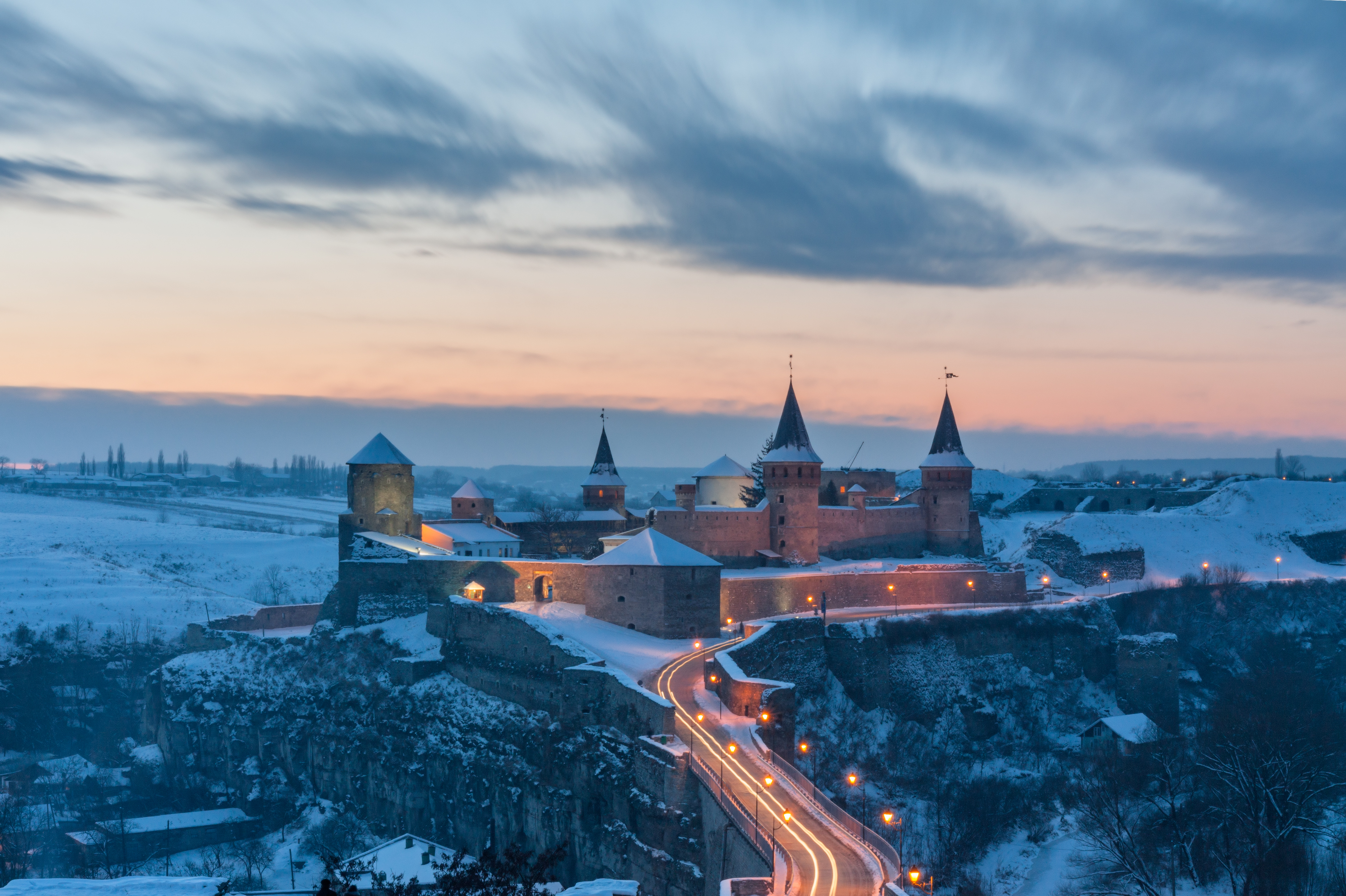
Zamek w Kamieńcu Podolskim

Narodowy rezerwat historyczno-architektoniczny Kamieniec, ukr. Національний історико-архітектурний заповідник «Кам'янець» – rezerwat historyczno-architektoniczny, utworzony decyzją Rady Komisarzy Ludowych USRR z 13 marca 1928 w Kamieńcu Podolskim.
W skład rezerwatu wchodził początkowo tylko zamek w Kamieńcu Podolskim. Za decyzją z 1928 nie poszły dalsze działania, dlatego powstanie rezerwatu zostało potwierdzone 20 lutego 1967 przez Radę Ministrów USRR. 18 maja 1977 do rezerwatu dołączono kamienieckie Stare Miasto.